# بلدة لينكولن تشارتر (ميشيغان)
لينكولن تشارتر (بالإنجليزية: Lincoln Charter Township, Michigan)‏ هي بلدة تقع بولاية ميشيغان في الولايات المتحدة. تبلغ مساحتها 47.2 (كم²)، وترتفع عن سطح البحر 194 م، بلغ عدد سكانها 14691 نسمة في عام تعداد الولايات المتحدة 2010 حسب إحصاء مكتب تعداد الولايات المتحدة وتصل الكثافة السكانية فيها 316.7 نسمة/كم2.

## وصلات خارجية
- www.lctberrien.org
- The US50 - Cities and Towns in Michigan State
- Michigan Cities and Towns, Facts, Map, Flag, Colleges, Government, and More